# Thrixopelma pruriens
Thrixopelma pruriens là một loài nhện trong họ Theraphosidae. Chúng được Joachim Schmidt miêu tả năm 1998.